# Riña de gatos
Combat de chats
Riña de gatos (« Combat de chats » ou « Bataille de chats ») est une peinture réalisée par Francisco de Goya en 1786 et faisant partie de la cinquième série des cartons pour tapisserie destinée à la salle à manger du Prince des Asturies au Palais du Pardo.

## Contexte de l'œuvre
Tous les tableaux de la cinquième série sont destinés à la salle à manger du Prince des Asturies, c'est-à-dire de celui qui allait devenir Charles IV et de son épouse Marie Louise de Parme, au palais du Pardo. Le tableau a été peint en automne 1786.
Il fut considéré perdu jusqu'en 1869, lorsque la toile fut découverte dans le sous-sol du Palais royal de Madrid par Gregorio Cruzada Villaamil, et fut remise au musée du Prado en 1870 par les ordonnances du 19 janvier et du 9 février 1870, où elle est exposée dans la salle 94. La toile est citée pour la première fois dans le catalogue du musée du Prado en 1876. La paternité de cette toile a été longtemps remise en question, avant d'être définitivement identifiée et attribuée à Goya en 1983.
La série était composée de Las Floreras, La Era, La Vendimia, La Nevada, El Albañil herido, Los Pobres en la fuente, El Niño del carnero, Niños con perros de presa, Cazador junto a una fuente, Pastor tocando la dulzaina, Riña de gatos, Pájaros volando et La Marica en un árbol.

## Analyse
Deux chats se battent en haut d'un mur de briques. Le format horizontal de l'œuvre permet de l'identifier comme une porte dérobée. Goya analyse la nature de l'animal, qu'il dépeint avec un grand réalisme. Le peintre reprend ce thème dans ses Caprichos et l'avait déjà fait dans le Cahier italien.
L'attribution de ce tableau a fait l'objet de nombreuses controverses parmi les spécialistes, car il n'a aucun rapport avec la série de caricatures que Goya a peintes pour le Pardo. Les traits typiques de la peinture de Goya ne sont pas non plus très clairement visibles, peut-être en raison de la très longue période pendant laquelle le carton a été conservé dans une cave humide.
Malgré cela, le fait qu'il ne mette en scène que des animaux est un geste frappant. Les positions des chats permettent de déterminer une magnifique étude de la vie. La perspective est traditionnelle dans les dessins animés, comme dans El bebedor.